# Christine Esterházy

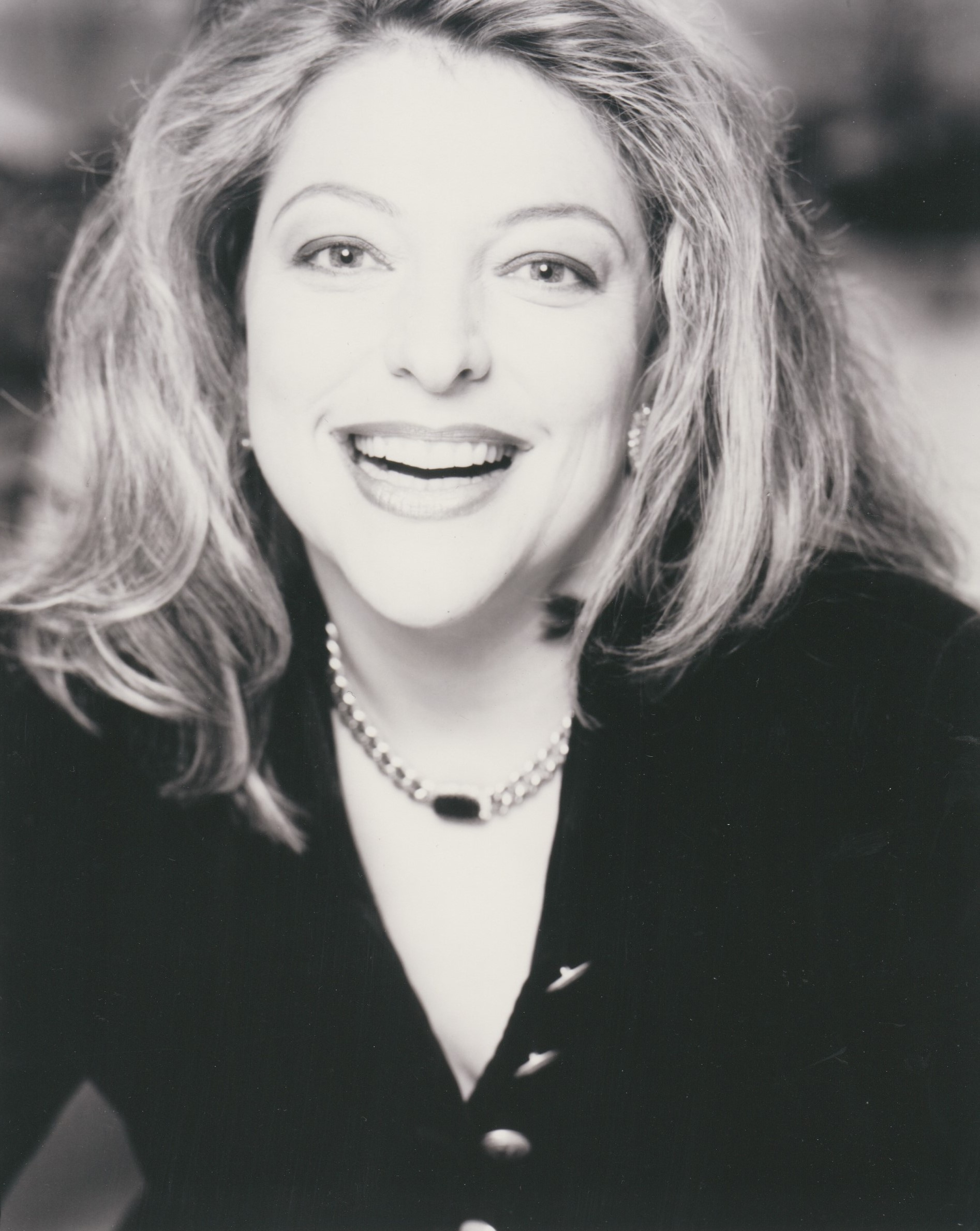
Christine Esterházy

Christine Gräfin Esterházy von Galántha, geborene Christine Obermayr (* 30. Mai 1959 in Wiesbaden), ist eine deutsche Opern- und Konzertsängerin (Mezzosopran) und Musikwissenschaftlerin.

## Leben
Nach dem Abitur absolvierte Christine Obermayr ihre Staatsexamen in Musikwissenschaft und Politik an der Universität Mainz. Eduard Wollitz und Josef Metternich bildeten sie im Gesang aus.
Im Alter von 26 Jahren debütierte sie am Ulmer Theater in der Titelrolle von Carmen. Am Staatstheater am Gärtnerplatz in München sang sie unter anderem den Cherubino in Mozarts Hochzeit des Figaro. Weitere Etappen ihrer Laufbahn führten sie an die Opernhäuser von Luxemburg, Bayreuth, Barcelona, Madrid, Paris, an die Volksoper Wien, nach Turin, Berlin und Bonn.
Unter ihrem Geburtsnamen Obermayr trat die Mezzosopranistin in München und Salzburg auf, so etwa als August Everdings Lieblings-Brangäne, als Carmen oder auch als Orlowsky in der Fledermaus. Diese und andere Hosenrollen verbinden sie auch mit der Universität Salzburg: Bei Gernot Gruber und Sibylle Dahms schrieb sie ihre Dissertation „Echte Hosenrollen in den Opern zwischen Wolfgang Amadeus Mozart und Richard Strauss“, mit der sie 1999 promoviert wurde.
Seit 1994 ist sie mit Endre Graf Esterházy von Galántha verheiratet. Das Paar lebt in Ranshofen (Oberösterreich) und in Eisenstadt.

## Auszeichnungen
- 2022: Verdienstmedaille des Verdienstordens der Bundesrepublik Deutschland